# Saint-Aventin
Saint-Aventin är en kommun i departementet Haute-Garonne i regionen Occitanien i södra Frankrike. Kommunen ligger i kantonen Bagnères-de-Luchon som tillhör arrondissementet Saint-Gaudens. År 2022 hade Saint-Aventin 63 invånare.

## Befolkningsutveckling
Antalet invånare i kommunen Saint-Aventin
Referens:INSEE